# Janne Andersson
Jan Olof ("Janne") Andersson (Halmstad, 29 september 1962) is een voormalig voetballer uit Zweden die tijdens zijn carrière speelde als aanvaller voor onder meer Alets IK en IS Halmia.
Nog tijdens zijn actieve loopbaan stapte Andersson het trainersvak in. Hij leidde IFK Norrköping in 2015 naar de Zweedse landstitel. Een jaar later werd hij aangesteld als bondscoach van het Zweeds voetbalelftal, waar hij Erik Hamrén opvolgde na het EK voetbal 2016. In de allereerste wedstrijd onder zijn leiding speelde de nationale ploeg op 6 september in Solna met 1-1 gelijk tegen Nederland in de eerste kwalificatiewedstrijd voor het WK voetbal 2018 in Rusland.
1 Olsen ·
2 Lustig ·
3 Lindelöf ·
4 Granqvist ·
5 Olsson ·
6 Augustinsson ·
7 Larsson ·
8 Ekdal ·
9 Berg ·
10 Forsberg ·
11 Guidetti ·
12 Johnsson ·
13 Svensson ·
14 Helander ·
15 Hiljemark ·
16 Krafth ·
17 Claesson ·
18 Jansson ·
19 Rohdén ·
20 Toivonen ·
21 Durmaz ·
22 Thelin ·
23 Nordfeldt ·
Coach: Andersson
1 Olsen ·
2 Lustig ·
3 Lindelöf ·
4 Granqvist  ·
5 Bengtsson ·
6 Augustinsson ·
7 S. Larsson ·
8 Ekdal ·
9 Berg ·
10 Forsberg ·
11 Isak ·
12 Johnsson ·
13 Svensson ·
14 Helander ·
15 Sema ·
16 Krafth ·
17 Claesson ·
18 Jansson ·
19 Svanberg ·
20 Olsson ·
21 Kulusevski ·
22 Quaison ·
23 Nordfeldt ·
24 Danielson ·
25 J. Larsson ·
26 Cajuste ·
Coach: Andersson